# Cambuí (Campinas)
Cambuí é um bairro nobre da Zona Central do município de Campinas, no estado de São Paulo, no Brasil. Se estende desde a região da Via Norte-Sul até o Centro de Convivência. Possui uma infraestrutura bastante completa, com mercados, lojas, restaurantes, bares, hotéis, clubes, teatros, escolas, etc. O Cambuí tem o Centro a oeste, o Bosque ao sul, o Taquaral ao norte, o Guanabara a noroeste, a Nova Campinas, o Jardim Planalto e a Chácara da Barra a leste.
O Cambuí também possui uma das mais altas rendas per capita da cidade. Nele, estão situados alguns dos imóveis mais caros de Campinas. As ruas do bairro, como, por exemplo, a Avenida Júlio de Mesquita, são mais arborizadas que as de outros bairros de Campinas.
É considerado um dos bairros mais tradicionais e com melhor infraestrutura de Campinas, contendo nele a região com o metro quadrado mais caro do interior de São Paulo, no entorno da Via Norte Sul. Contudo, é superado por alguns bairros campineiros em relação ao preço do metro quadrado médio.

## História
A história do Cambuí começa junto com a própria história de Campinas. O lugar onde hoje se localiza a Praça 15 de Novembro (antigo Largo de Santa Cruz) foi um dos três descampados (ou campinhos, ou campinas) a partir dos quais o núcleo urbano de Campinas se formou, ainda no século XVIII. Um dos caminhos que ligavam dois desses campinhos (o do futuro Largo de Santa Cruz e o lugar onde, no futuro, seria construído o viaduto "Laurão") passava mais ou menos onde é a atual Rua Coronel Quirino. Ele era repleto dos arbustos denominados cambuís, o que se tornou uma referência para a população, que passou a chamar a região de "cambuizal".
Durante boa parte do século XIX, a região serviu de moradia para a população marginalizada de Campinas: ex-escravos e prostitutas, que viviam em cortiços e espaços desvalorizados. Ao mesmo tempo, no Largo de Santa Cruz ficavam o pelourinho, a forca, as casas de comércio, olarias, depósitos, entre outros serviços disponíveis aos tropeiros que se deslocavam nos caminhos entre São Paulo e Goiás. Tal situação se modificou radicalmente com a chegada das estradas de ferro da Paulista e da Mogiana, na década de 1870: a elite local e a oriunda de outros municípios passou a se instalar nas ainda poucas ruas do bairro, em chácaras. O século XX surgiu com o Cambuí assumindo uma nova aparência: um bairro de chácaras senhoriais. Nas décadas seguintes, o bairro passou a ter várias mansões e, depois das décadas de 1950 e de 1960, passou por um vertiginoso processo de verticalização, no qual, sem perder as características de bairro nobre, passou de bairro de mansões a bairro de edifícios, em sua maioria de alto e altíssimo padrão.
Em 2011, em uma conversa pela internet, o desenhista brasileiro Maurício de Souza revelou que o fictício bairro do Limoeiro, onde acontecem as histórias da Turma da Mônica, foi inspirado no bairro do Cambuí, bairro no qual o desenhista morou durante alguns anos.

## Dados sobre o Cambuí[6]
- População: 47 700 habitantes
- Pontos comerciais: 3 291
- Edifícios: 503
  - comerciais: 27 (1 176 salas)
  - residenciais: 468 (12 501 apartamentos e 30 919 dormitórios)
- Edifícios em construção: 25
- Hotéis: 8 (abrigam até 1 800 hóspedes)

## Fotos

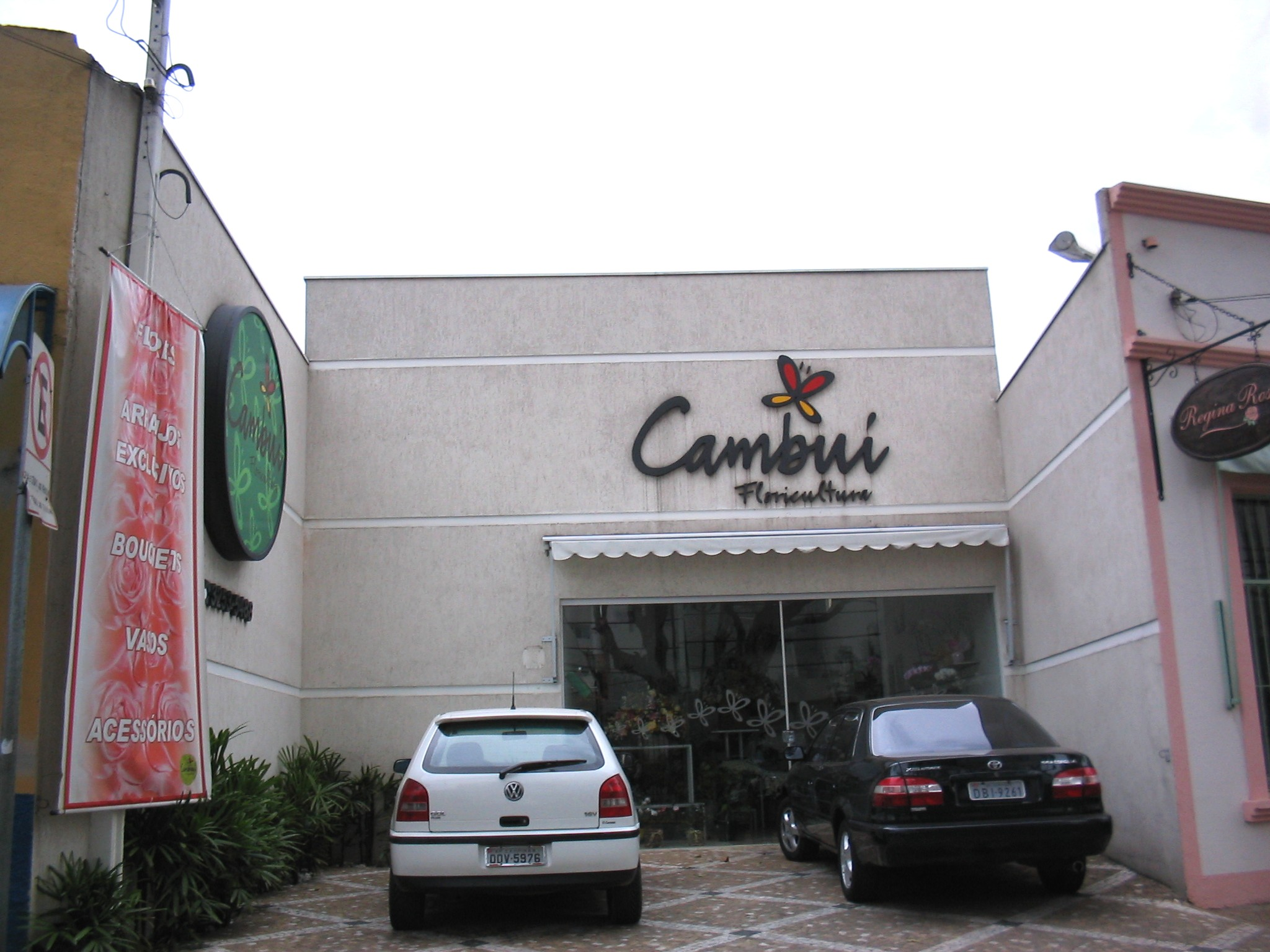
Floricultura na Rua Coronel Quirino
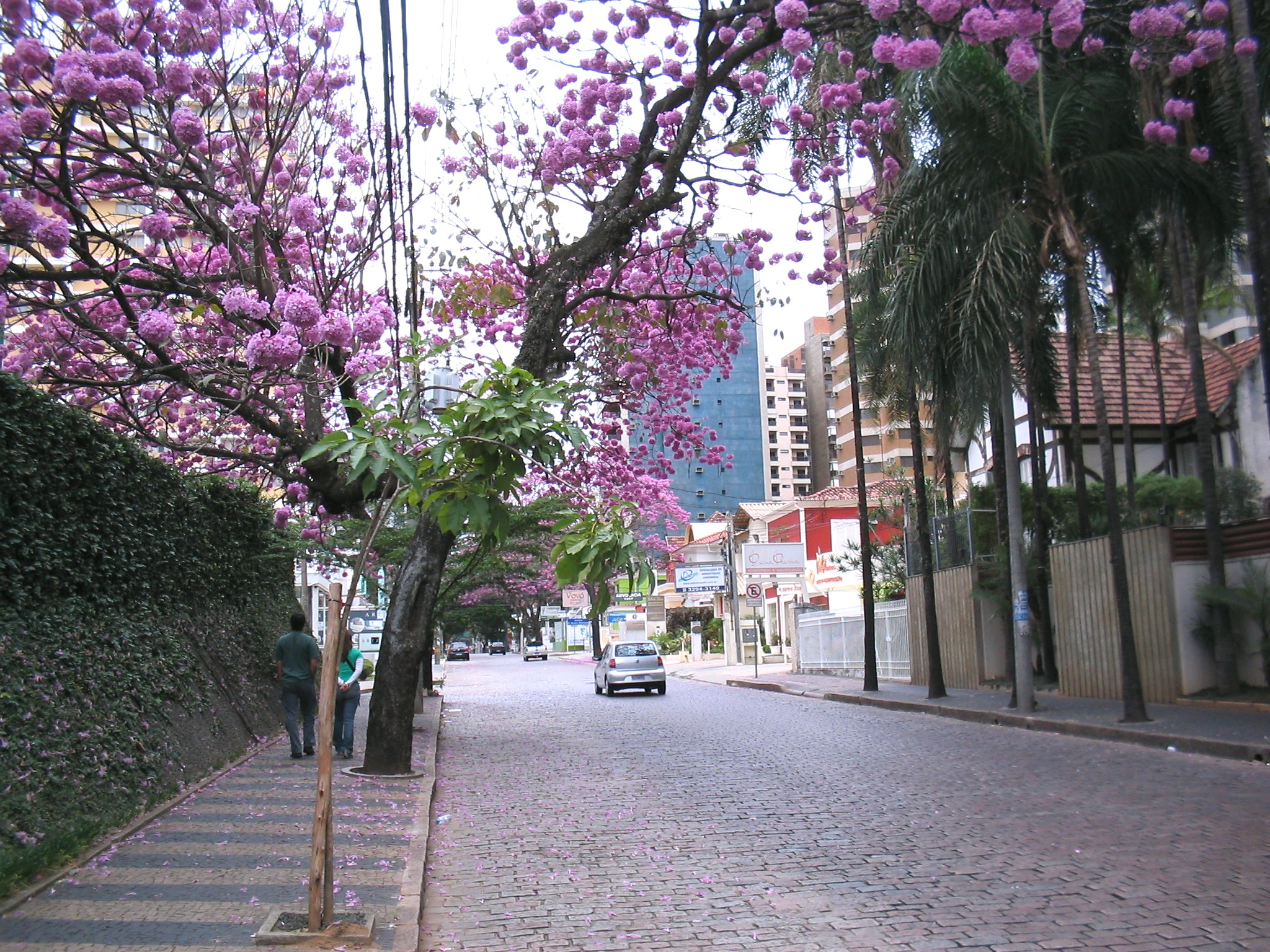
Ipês lilases na Rua Coronel Quirino
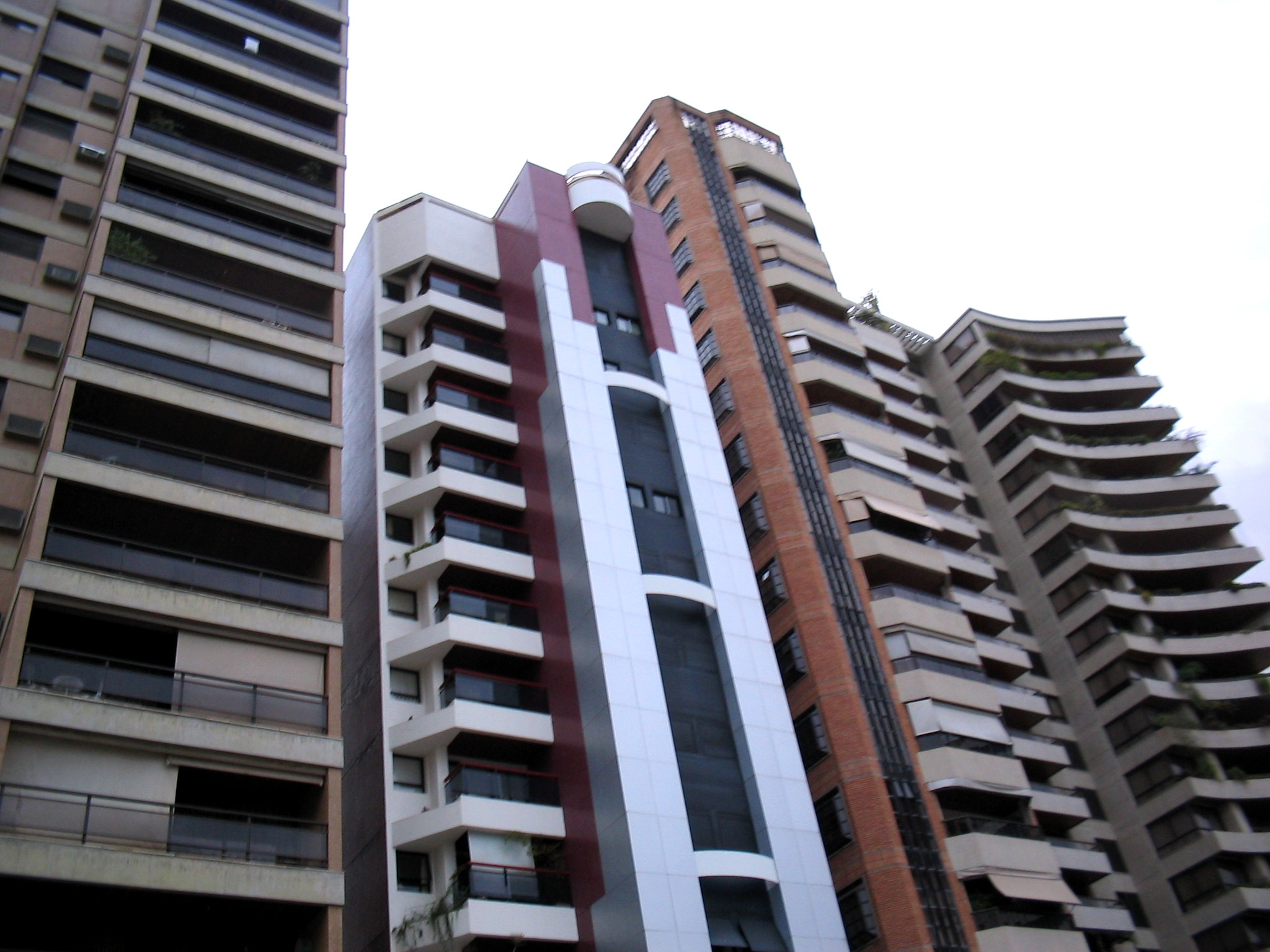
Prédios de luxo no bairro próximo ao Clube Regatas

## Bairros dentro do Cambuí
Em função do fato de Campinas não ter delimitação legal e precisa dos bairros, há bairros que são desconhecidos da população em geral, em função de seu pequeno tamanho:
1. Dae (um pouco mais ao norte da Vila Estanislau);
2. Jardim Novo Cambuí (na confluência dos bairros Taquaral, Jardim Bela Vista e Chácara da Barra);
3. Vila Estanislau (pequeno bairro que se localiza na confluência da avenida Orozimbo Maia e da Via Norte-Sul);

## Artigos relacionados
- Centro de Convivência
- Clube Campineiro de Regatas e Natação
- Tênis Clube de Campinas